# Cristina Scarlat
Cristina Scarlat (n. 1981, Chișinău) este o cântăreață moldoveancă de muzică pop. Ea a reprezentat Republica Moldova la Concursul Muzical Eurovision 2014 de la Copenhaga, Danemarca cu piesa "Wild Soul", nereușind să se califice în finală.
Cristina Scarlat a mai participat la preselecția națională, ”O melodie pentru Europa”, în 2011 cu piesa «Every Day Will be Your Day» și în 2013 cu «I Pray».
În data de 24 mai 2014, Cristina Scarlat s-a clasat pe locul 6 printre cele mai frumoase participante de la Eurovision 2014. Cristina a adunat peste de 21.000 de voturi pe site-ul wiwiblogs.com, devansând-o pe participanta Poloniei, Cleo, și fiind în spatele reprezentantei Ucrainei și a Portugaliei, Maria Iaremciuk și Suzy respectiv. Câștigătoatrea ”Eurovision Next Top Model 2014” a devenit românca Paula Seling, care a adunat 30.000 de voturi; pe locul doi clasându-se irlandeza Kasey Smith, iar pe trei olandeza Ilse DeLange.

## Eurovision
| An   | O melodie pentru Europa (preselecția națională) | O melodie pentru Europa (preselecția națională) | O melodie pentru Europa (preselecția națională) | Eurovision Song Contest | Eurovision Song Contest | Eurovision Song Contest | Eurovision Song Contest |
| ---- | ----------------------------------------------- | ----------------------------------------------- | ----------------------------------------------- | ----------------------- | ----------------------- | ----------------------- | ----------------------- |
|      |                                                 |                                                 |                                                 | Semifinală              | Semifinală              | Finală                  | Finală                  |
|      | Piesă                                           | Puncte                                          | Loc                                             | Puncte                  | Loc                     | Puncte                  | Loc                     |
| 2011 | «Every Day Will be Your Day»                    | 2                                               |                                                 |                         |                         |                         |                         |
| 2013 | «I Pray»                                        | 17                                              | 3                                               |                         |                         |                         |                         |
| 2014 | «Wild Soul»                                     | 12                                              | 1                                               | 13                      | 16                      | —                       | —                       |

## Legături externe
- Cristina Scarlat pe facebook

| Premii și realizări              | Premii și realizări                                    | Premii și realizări                            |
| -------------------------------- | ------------------------------------------------------ | ---------------------------------------------- |
| Predecesor: Aliona Moon cu O mie | Republica Moldova la Concursul Muzical Eurovision 2014 | Succesor: Eduard Romanyuta cu I Want Your Love |